# Элексис Монро
Элексис Монро (англ. Elexis Monroe, настоящее имя — Элизабет Николь Медлин (англ. Elizabeth Nicole Medlin), род. 8 марта 1979 года, Калифорния, США) — американская порноактриса, режиссёр и эротическая модель.

## Биография

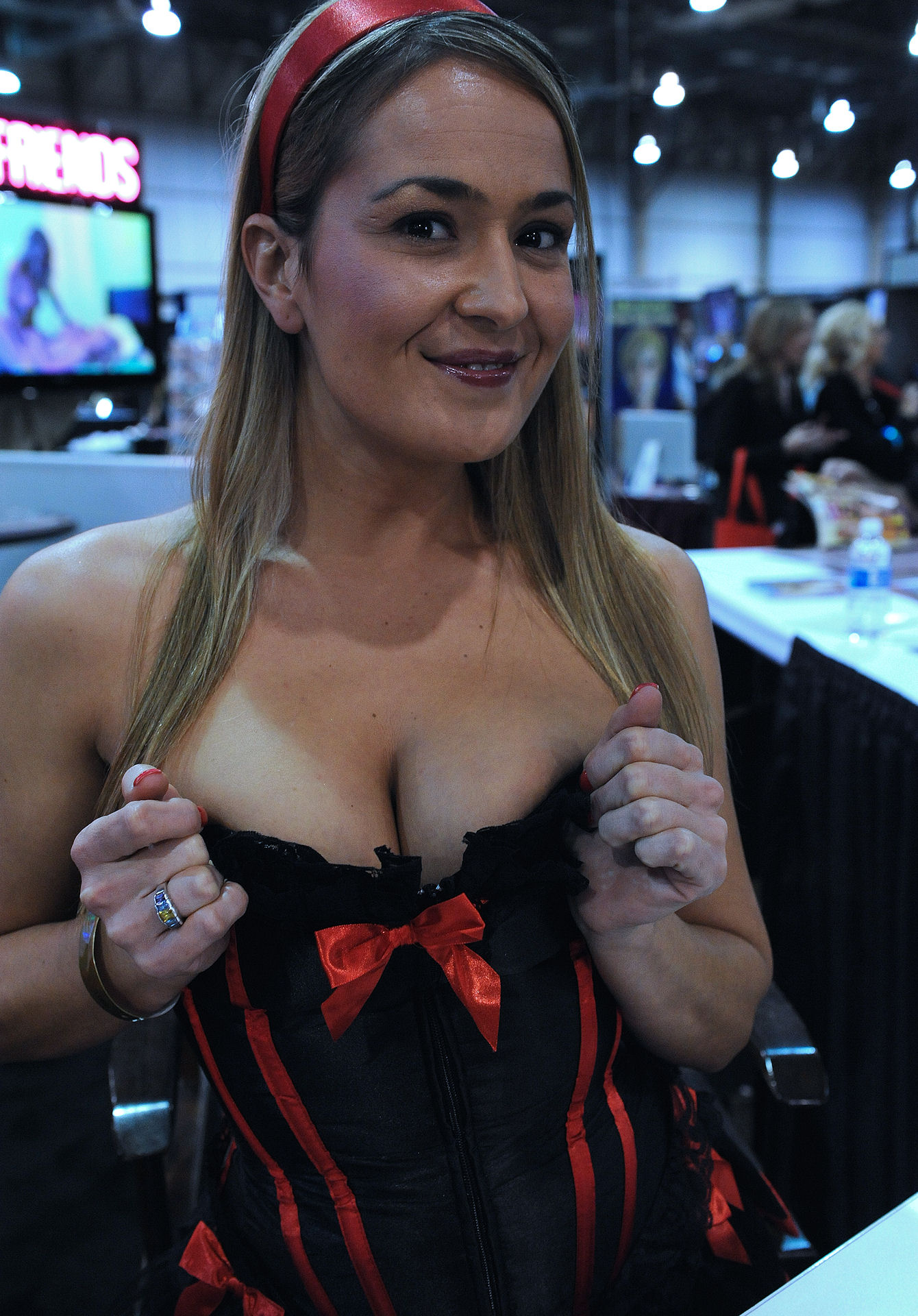
Элексис Монро на Adult Entertainment Expo 2011

Родилась 8 марта 1979 года в Сан-Бернандино, Калифорния, США. Карьеру в индустрии для взрослых начала со съёмок в качестве эротической фотомодели в агентстве World Talent.
Как порноактриса дебютировала в 2001 году, в возрасте 22 лет. Работала с такими компаниями, как Forbidden Fruits Films, Metro, Mile High, Pure Play Media, Elegant Angel, Vivid Entertainment Group и Girlfriends Films. Снялась Более чем в 40 эпизодах сериала Women Seeking Women, который выпускает Girlfriends Films.
Специализируется на лесбийских сценах. В 2009 году подписала эксклюзивный контракт с канадской продюсерской компанией Sweetheart Video. Кроме того, с 2011 по 2014 год занималась режиссурой, сняв 6 фильмов.
На сегодняшний день снялась более чем в 260 фильмах.

## Премии и номинации
| Год  | Церемония  | Результат | Номинация                             | Работа                            |
| ---- | ---------- | --------- | ------------------------------------- | --------------------------------- |
| 2008 | AVN Awards | Номинация | Лучшая групповая лесбийская сцена     | Elexis and Her Girlfriends        |
| 2009 | AVN Awards | Номинация | Лучшая лесбийская сцена               | Lesbian Bridal Stories 2          |
| 2011 | XBIZ Award | Номинация | Лучшая актриса — полнометражный фильм | Budapest                          |
| 2012 | AVN Awards | Номинация | MILF/Cougar исполнительница года      | н/д                               |
| 2012 | XBIZ Award | Номинация | MILF-актриса года                     | н/д                               |
| 2013 | AVN Awards | Номинация | MILF/Cougar исполнительница года      | н/д                               |
| 2014 | XBIZ Award | Номинация | Лучшая актриса в лесбийском фильме    | Mother-Daughter Lesbian Lessons 1 |
| 2014 | XBIZ Award | Номинация | Лесбийская исполнительница года       | н/д                               |
| 2015 | AVN Awards | Номинация | Лесбийская исполнительница года       | н/д                               |
| 2015 | XBIZ Award | Номинация | Лесбийская исполнительница года       | н/д                               |
| 2015 | XBIZ Award | Номинация | Лучший секс в лесбийском фильме       | Lesbian Voyeur 2: Wet Kisses      |